# Ngandzalé
Ngandzalé ist ein Ort auf der Insel Anjouan im Inselstaat Komoren im Indischen Ozean. 1991 hat man 4252 Einwohner gezählt.

## Geographie
Ngandzalé liegt zusammen mit Ajaho im Tal des Flusses Mro Ajaho im Osten der Insel.